# Canadian Kennel Club
Canadian Kennel Club (CKC) blev grundlagt i 1888 i Canada og svarer til Dansk Kennel Klub i Danmark, men er ikke tilsluttet FCI.Klubben, som anerkender lidt over 160 hunderacer, organiserer omkring 25 000 medlemmer og ca. 700 raceklubber i hjemlandet. Gennem Apex Publishing Limited, et datterselskab, udgiver klubben også tidsskriftet «Dogs in Canada Magazine». Klubben klassificerer racerne i 7 grupper.

## Grupper
1. Sporting dogs
2. Hounds
3. Working dogs
4. Terriers
5. Toys
6. Non-Sporting
7. Herding

## Ekstern henvisning
- Canadian Kennel Club